# Apocheiridium granochelum
Apocheiridium granochelum är en spindeldjursart som beskrevs av Benedict 1978. Apocheiridium granochelum ingår i släktet Apocheiridium och familjen dvärgklokrypare. Inga underarter finns listade i Catalogue of Life.